# Bandera de La Lastrilla
La bandera de La Lastrilla es un símbolo de La Lastrilla, un municipio de la provincia de Segovia, comunidad autónoma de Castilla y León, en España.

## Descripción
La bandera de La Lastrilla que fue oficializado el 26 de mayo de 2009, y su descripción heráldica es:

«Paño cuadrado de proporción 1:1, dividido verticalmente en dos franjas de igual anchura, azul al asta y blanca al batiente. Sobrepuesto al centro, el escudo municipal en sus colores.»
Boletín Oficial de Castilla y León nº 147/2009